# مدیریت فایل (ویندوز)
مدیریت فایل (به انگلیسی: File Manager)، نام برنامه‌ای برای مدیریت فایلهای موجود در کامپیوتر است که در برنامهٔ ویندوز توسط فایل تحت نام وین‌فایل (به انگلیسی: Winfile)، اجرا می‌گردد؛ این برنامهٔ مدیریت فایل همراه با انتشار مایکروسافت ویندوز در بین سال‌های ۱۹۹۰ و ۱۹۹۹ عرضه شد. این برنامه یک رابط گرافیکی تک کاربره بود، که جایگزین رابط فرمان خط داس (به انگلیسی: MS-DOS)، برای مدیریت فایل‌ها (کپی، انتقال، بازکردن، حذف‌کردن، جستجو و غیره) شده بود. اگر چه مدیر فایل در ویندوز ۹۵ و ویندوز NT 4.0 و برخی از نسخه‌های دیگر گنجانده شده بود، اما در عمل ویندوز اکسپلورر به عنوان مدیریت فایل اصلی معرفی و مورد استفاده گرفت که مدیریت فایل‌ها را از طریق نمای دوبعدی متفاوت‌تری نسبت به برنامهٔ مدیریت فایل انجام می‌دهد؛ این برنامه (ویندوز اکسپلورر)، به‌صورت نمایش یک پنجره و با کلیک بر روی آیکون مای‌کامپیوتر "My Computer" قابل دسترس می‌باشد. بااین‌وجود، این برنامه تنها تا ورژن ویندوز ۹۸ در این برنامه قرار داشت و ورژن‌های بعدی ویندوز فاقد این نرم‌افزار بودند.

## نمای کلی
رابط برنامه نشان داد لیستی از دایرکتوری‌ها در پانل سمت چپ و فهرستی از محتویات دایرکتوری فعلی در پانل سمت راست است. مدیر فایل اجازه می‌دهد کاربر برای ایجاد، تغییر نام، حرکت، چاپ، کپی، جستجو و حذف فایل‌ها و دایرکتوری‌ها، و همچنین برای تنظیم مجوزها (ویژگی‌ها) مانند آرشیو، فقط خواندن، پنهان یا سیستم، و به مرتبط فایل انواع با برنامه‌ها ابزارهای موجود برای برچسب‌گذاری و قالب بندی دیسک‌ها، مدیریت پوشه‌ها برای به اشتراک‌گذاری فایل و اتصال و قطع اتصال از درایو شبکه نیز در دسترس بودند. در سیستم‌های ویندوز NT نیز می‌توان ACLها را بر روی فایل‌ها و پوشه‌ها در پارتیشن‌های NTFS از طریق محاوره پیکربندی امنیتی shell32 (همچنین توسط اکسپلورر و سایر مدیران فایل ویندوز استفاده می‌شود). در درایوهای NTFS، فایلهای شخصی یا کل پوشه‌ها می‌توانند فشرده یا گسترش پیدا کنند.
نسخه ویندوز NT از مدیر فایل اجازه می‌دهد تا کاربران را تغییر دایرکتوری، فایل، محلی، شبکه و مجوز کاربر.
از ویندوز ۹۵ و ویندوز NT 4.0 به بعد، مدیر فایل توسط ویندوز اکسپلورر جایگزین شد. با این حال، فایل برنامه WINFILE.EXE همچنان با ویندوز ۹۵، ویندوز ۹۸ و ویندوز م (۱۶ بیتی اجرایی) و ویندوز NT 4.0 (32 بیتی اجرایی) گنجانده شده‌است. آخرین نسخه ۳۲ بیتی WINFILE.EXE (4.0.1381.318) به عنوان بخشی از ویندوز NT 4.0 Service Pack 6a (SP6a) توزیع شد. آخرین نسخه ۱۶ بیتی WINFILE.EXE (4.90.3000) به عنوان بخشی از سیستم عامل ویندوز Me منتشر شد.
ایان الیسون تیلور توسعه دهنده پوسته در تیم ویندوز ۳٫۱ مسئول مدیریت فایل و مدیریت چاپ بود.

## ورژن‌ها

### ورژن ۱۶ بیتی
نسخه اصلی مدیر فایل یک برنامه ۱۶ بیتی بود که اسامی ۸٫۳ فایل را که در آن زمان در حال استفاده بودند پشتیبانی کرد.
این نام فایل‌های تمدید شده که در ویندوز ۹۵ در دسترس نبود - از جمله نام فایل‌های طولانی و نام فایل شامل فضاها پشتیبانی نمی‌کند. در عوض، تنها شش کاراکتر اول را دنبال می‌کند و به دنبال آن یک شخصیت تیلده «~» و یک شماره، معمولاً ۱. تعداد بیشتری (۲، ۳، و غیره) بعد از tilde اضافه شد اگر بیش از یک نام فایل با همان کاراکترهای اولیه در همان دایرکتوری وجود داشت.
نسخه ۱۶ بیتی که با ویندوز 3.1x و Windows for Workgroups 3.1x نصب شده بود، مسئله Y2K را به علت همبستگی لفظی بین نمایندگی تاریخ و مجموعه کاراکتر ASCII; colon و semicolons جایگزین آنچه که باید '۲۰۰۰' بود. مایکروسافت باینری‌های اصلاح شده را برای تمامی محیط ویندوز 3.1x صادر کرد.

### ورژن ویندوز NT
مدیر فایل به عنوان یک برنامه ۳۲ بیتی برای ویندوز NT بازنویسی شد. این نسخه جدید به درستی نام فایل‌های طولانی علاوه بر سیستم‌های فایل NTFS را مدیریت می‌کند. این شامل ویندوز NT 3.1، ۳٫۵، ۳٫۵۱ و ۴٫۰ بود.